# Yūki Nagasato
Yūki Nagasato, född 15 juli 1987 i Atsugi i Japan, är en japansk tidigare fotbollsspelare. Hon har tidigare spelat för bland annat tyska Wolfsburg och Frankfurt.
Hon var med i det japanska lag som tog OS-silver i damfotbollsturneringen vid de olympiska fotbollsturneringarna 2012 i London.